# 升e小調
升E小調是基於E♯的小調，由E♯、F、G♯、A♯、B♯、C♯、D♯組成。其調號除了六個升號外具一個重升號，屬於理論調。

## 簡介

### 音階
升E小調的自然小調為：
您的浏览器不支持播放音频。您可以下载音频文件。
其和聲小調為：
您的浏览器不支持播放音频。您可以下载音频文件。
其旋律小調為：
您的浏览器不支持播放音频。您可以下载音频文件。

### 應用
升E小調常被寫作其異名同音小調F小調。但在一些樂曲的臨時轉調部分則會應用到此調，如約翰·塞巴斯蒂安·巴赫在《平均律鍵盤曲集》第一卷第三首的《升C大調前奏曲與賦格，BWV 848》的前奏曲部分曾轉到升C大調的中音小調，亦即此調。

## 來源
1. ↑  Chafe, Eric. . USA: OUP. 2014: 189. ISBN 9780199773343.